# Kościół św. Jana Chrzciciela w Janowie
Kościół Świętego Jana Chrzciciela – rzymskokatolicki kościół parafialny należący do dzierzgowskiego diecezji płockiej. Znajduje się we wsi gminnej Janowo, w powiecie nidzickim, w województwie warmińsko-mazurskim. Jeden z zabytków miejscowości.
W 1930 roku prezydent Rzeczypospolitej Polskiej Ignacy Mościcki ofiarował 500 złotych na budowę kościoła. Budowa murowanej świątyni rozpoczęła się w 1932 roku podczas urzędowania księdza proboszcza Władysława Białego. Przy pracach budowlanych aktywnie pomagali parafianie. Kościół został ukończony w stanie surowym w 1939 roku i zaczęto w nim odprawiać nabożeństwa, chociaż jego wnętrze nie było jeszcze wyposażone. W czasie okupacji hitlerowskiej, kościół zamknięty był dla kultu religijnego, został zamieniony przez Niemców na magazyn zbożowy. Po zakończeniu wojny, w czasie urzędowania księdza proboszcza Czesława Szelągowskiego świątynia otrzymała wyposażenie, m.in.: obraz św. Jana Chrzciciela ze starego kościoła umieszczony w lewej bocznej nawie, wielki ołtarz wykonany w 1949 roku, organy wykonane w 1947 roku, polichromię ścienną, wykonaną w latach 1949–1950. Budowla została konsekrowana w dniu 16 sierpnia 1953 roku przez biskupa płockiego Tadeusza Pawła Zakrzewskiego. Po konsekracji parafianie ufundowali dwa boczne ołtarze: Matki Bożej i Najświętszego Serca Pana Jezusa.